# Hypnum amabile
Hypnum amabile är en bladmossart som beskrevs av Georg Ernst Ludwig Hampe 1869. Hypnum amabile ingår i släktet flätmossor, och familjen Hypnaceae. Inga underarter finns listade i Catalogue of Life.